# Delawaredalen
Delawaredalen är ett begrepp som syftar på dalgången vid Delawarefloden.
Begreppet kan också användas ekonomiskt, om Philadelphia storstadsområde, och syftar då på städerna Philadelphia och Wilmington med förorter. De utgör då storstadsområdet Philadelphia–Camden–Wilmington, Pennsylvania–New Jersey–Delaware–Maryland (PA–NJ–DE–MD), som sträcker sig genom östra Pennsylvania och västra New Jersey, samt norra Delaware och nordöstra Maryland.
Här fanns åren 1638–1655 den svenska bosättningen Nya Sverige.

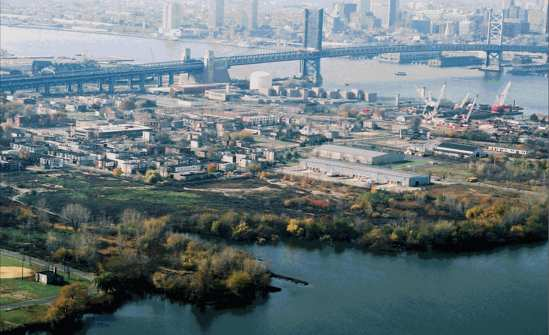
Camden
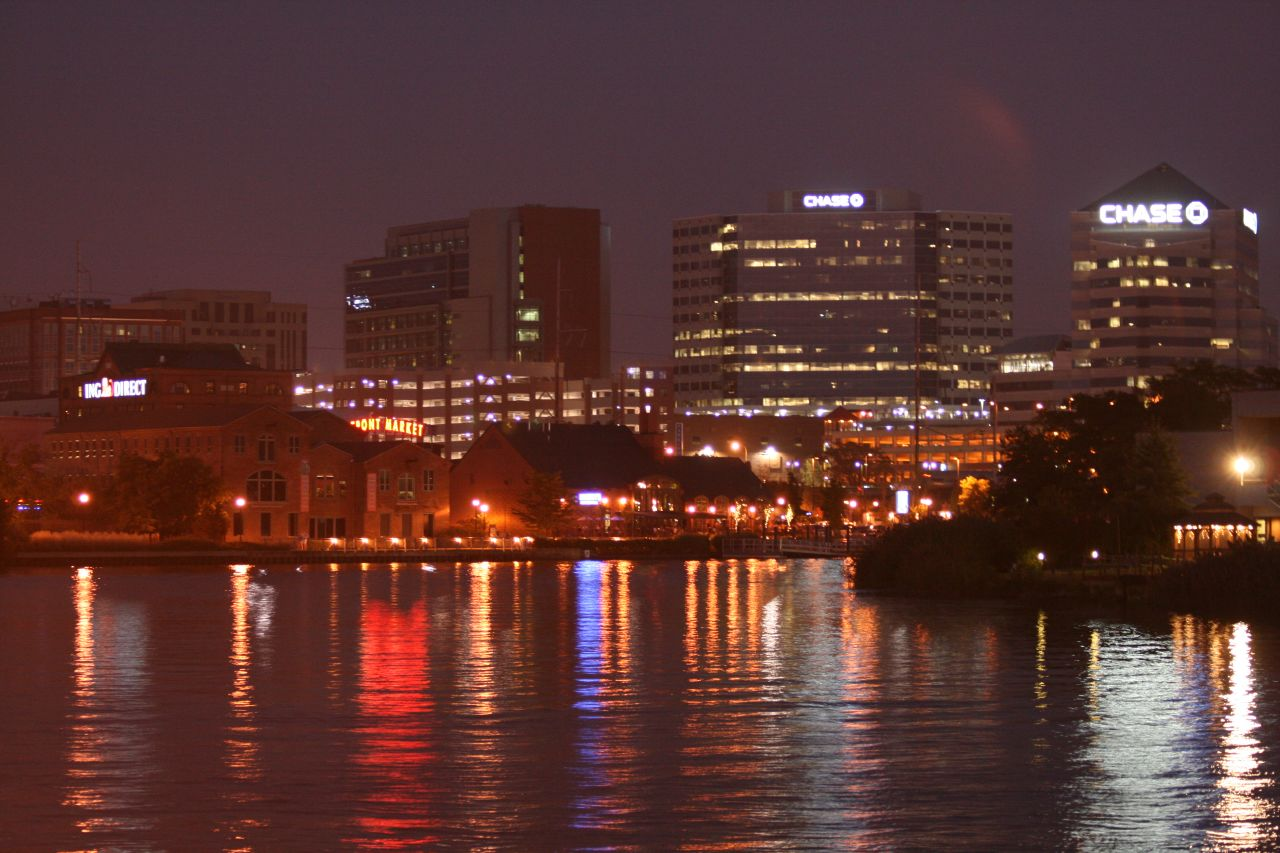
Wilmington

### Fotnoter
1. ↑  Ulf Beijbom (15 mars 2001). ”Svenskarna i det nya landet”. Populär historia. http://www.popularhistoria.se/artiklar/svenskarna-i-det-nya-landet/. Läst 9 november 2015.